# Mycale monanchorata
Mycale monanchorata är en svampdjursart som beskrevs av Burton och Rao 1932. Mycale monanchorata ingår i släktet Mycale och familjen Mycalidae. Inga underarter finns listade i Catalogue of Life.